# Believers Never Die - Greatest Hits
Albums de Fall Out Boy
Folie à deux
(2008) Save Rock and Roll
(2013)
Singles
1. Alpha Dog
Sortie : 26 octobre 2009

Believers Never Die - Greatest Hits est la première compilation du groupe de rock américain Fall Out Boy, sortie le 17 novembre 2009 aux États-Unis et le 26 novembre en France.

## Présentation
Cet album reprend toutes les chansons que le groupe a sorties en singles à ce point dans leur carrière, dans l'ordre chronologique, ainsi que deux nouvelles chansons et deux raretés.
Parmi les deux titres inédits, Alpha Dog est publié en single le 26 novembre 2009 et culmine en no 60 dans le chart australien.
Lors de sa sortie, la compilation se classe directement à la 77e place du Billboard 200.
Believers Never Die - Greatest Hits est disponible en deux formats, CD seul ou CD accompagné d'un DVD rassemblant des vidéoclips et des commentaires des membres du groupe.
L'album est, globalement, reçu positivement par les critiques.

## Liste des titres
Toutes les chansons sont écrites et composées par Fall Out Boy.
| CD    | CD                                                                         | CD                                                                          | CD    | CD | CD | CD | CD | CD | CD |
| No    | Titre                                                                      | Allbum original                                                             | Durée |    |    |    |    |    |    |
| ----- | -------------------------------------------------------------------------- | --------------------------------------------------------------------------- | ----- | -- | -- | -- | -- | -- | -- |
| 1.    | Dead on Arrival                                                            | Take This to Your Grave (2003)                                              | 3:16  |    |    |    |    |    |    |
| 2.    | Grand Theft Autumn / Where Is Your Boy                                     | Take This to Your Grave                                                     | 3:12  |    |    |    |    |    |    |
| 3.    | Saturday                                                                   | Take This to Your Grave                                                     | 3:38  |    |    |    |    |    |    |
| 4.    | Sugar, We're Goin Down                                                     | From Under the Cork Tree (2005)                                             | 3:51  |    |    |    |    |    |    |
| 5.    | Dance, Dance                                                               | From Under the Cork Tree                                                    | 3:01  |    |    |    |    |    |    |
| 6.    | A Little Less Sixteen Candles, a Little More "Touch Me"                    | From Under the Cork Tree                                                    | 2:50  |    |    |    |    |    |    |
| 7.    | This Ain't a Scene, It's an Arms Race                                      | Infinity on High (2007)                                                     | 3:33  |    |    |    |    |    |    |
| 8.    | Thnks fr th Mmrs                                                           | Infinity on High                                                            | 3:28  |    |    |    |    |    |    |
| 9.    | "The Take Over, the Breaks Over"                                           | Infinity on High                                                            | 3:35  |    |    |    |    |    |    |
| 10.   | I'm Like a Lawyer with the Way I'm Always Trying to Get You Off (Me & You) | Infinity on High                                                            | 3:35  |    |    |    |    |    |    |
| 11.   | Beat It (featuring John Mayer; reprise de Michael Jackson)                 | Live in Phoenix / Folie à Deux (2008)                                       | 3:49  |    |    |    |    |    |    |
| 12.   | I Don't Care                                                               | Folie à Deux (2008)                                                         | 3:39  |    |    |    |    |    |    |
| 13.   | America's Suitehearts                                                      | Folie à Deux                                                                | 3:41  |    |    |    |    |    |    |
| 14.   | What a Catch, Donnie                                                       | Folie à Deux                                                                | 4:57  |    |    |    |    |    |    |
| 15.   | Alpha Dog                                                                  | Titre inédit (à l'origine, une démo pour Welcome to the New Administration) | 3:42  |    |    |    |    |    |    |
| 55:48 |                                                                            |                                                                             |       |    |    |    |    |    |    |

| Titres bonus (pour toutes les éditions) | Titres bonus (pour toutes les éditions) | Titres bonus (pour toutes les éditions)          | Titres bonus (pour toutes les éditions) | Titres bonus (pour toutes les éditions) | Titres bonus (pour toutes les éditions) | Titres bonus (pour toutes les éditions) | Titres bonus (pour toutes les éditions) | Titres bonus (pour toutes les éditions) | Titres bonus (pour toutes les éditions) |
| No                                      | Titre                                   | Allbum original                                  | Durée                                   |                                         |                                         |                                         |                                         |                                         |                                         |
| --------------------------------------- | --------------------------------------- | ------------------------------------------------ | --------------------------------------- | --------------------------------------- | --------------------------------------- | --------------------------------------- | --------------------------------------- | --------------------------------------- | --------------------------------------- |
| 16.                                     | From Now on We Are Enemies              | Titre inédit                                     | 3:36                                    |                                         |                                         |                                         |                                         |                                         |                                         |
| 17.                                     | Yule Shoot Your Eye Out                 | A Santa Cause: It's a Punk Rock Christmas (2003) | 3:41                                    |                                         |                                         |                                         |                                         |                                         |                                         |
| 18.                                     | Growing Up                              | Project Rocket / Fall Out Boy (2002)             | 2:56                                    |                                         |                                         |                                         |                                         |                                         |                                         |
| 63:52                                   |                                         |                                                  |                                         |                                         |                                         |                                         |                                         |                                         |                                         |

| Titre bonus - Édition limitée Deluxe Edition Japon (Island Records, 17 novembre 2009) - (Universal Music Japan, 25 novembre 2009) | Titre bonus - Édition limitée Deluxe Edition Japon (Island Records, 17 novembre 2009) - (Universal Music Japan, 25 novembre 2009) | Titre bonus - Édition limitée Deluxe Edition Japon (Island Records, 17 novembre 2009) - (Universal Music Japan, 25 novembre 2009) | Titre bonus - Édition limitée Deluxe Edition Japon (Island Records, 17 novembre 2009) - (Universal Music Japan, 25 novembre 2009) | Titre bonus - Édition limitée Deluxe Edition Japon (Island Records, 17 novembre 2009) - (Universal Music Japan, 25 novembre 2009) | Titre bonus - Édition limitée Deluxe Edition Japon (Island Records, 17 novembre 2009) - (Universal Music Japan, 25 novembre 2009) | Titre bonus - Édition limitée Deluxe Edition Japon (Island Records, 17 novembre 2009) - (Universal Music Japan, 25 novembre 2009) | Titre bonus - Édition limitée Deluxe Edition Japon (Island Records, 17 novembre 2009) - (Universal Music Japan, 25 novembre 2009) | Titre bonus - Édition limitée Deluxe Edition Japon (Island Records, 17 novembre 2009) - (Universal Music Japan, 25 novembre 2009) | Titre bonus - Édition limitée Deluxe Edition Japon (Island Records, 17 novembre 2009) - (Universal Music Japan, 25 novembre 2009) |
| No | Titre | Allbum original | Durée | | | | | | |
| --- | --- | --- | --- | --- | --- | --- | --- | --- | --- |
| 19. | The Carpal Tunnel of Love | Infinity on High | 3:23 | | | | | | |
| 67:14 | | | | | | | | | |

| 1.  | Dead on Arrival                                                            | 3:14 |
| 2.  | Grand Theft Autumn / Where Is Your Boy                                     | 3:11 |
| 3.  | Saturday                                                                   | 3:39 |
| 4.  | Sugar, We're Goin Down                                                     | 3:48 |
| 5.  | Dance, Dance                                                               | 4:37 |
| 6.  | A Little Less Sixteen Candles, a Little More "Touch Me"                    | 6:37 |
| 7.  | This Ain't a Scene, It's an Arms Race                                      | 4:06 |
| 8.  | Thnks fr th Mmrs                                                           | 4:12 |
| 9.  | "The Take Over, the Breaks Over"                                           | 3:46 |
| 10. | I'm Like a Lawyer with the Way I'm Always Trying to Get You Off (Me & You) | 5:51 |
| 11. | Beat It                                                                    | 3:49 |
| 12. | I Don't Care                                                               | 4:27 |
| 13. | America's Suitehearts                                                      | 3:44 |
| 14. | What a Catch, Donnie                                                       | 4:54 |
|     | 'Vidéo bonus - Édition Japon'                                              |      |
| 15. | The Carpal Tunnel of Love                                                  |      |

Note
- Chaque vidéo est accompagnée d'un commentaire d'un membre du groupe.